# Gängpressande skruv

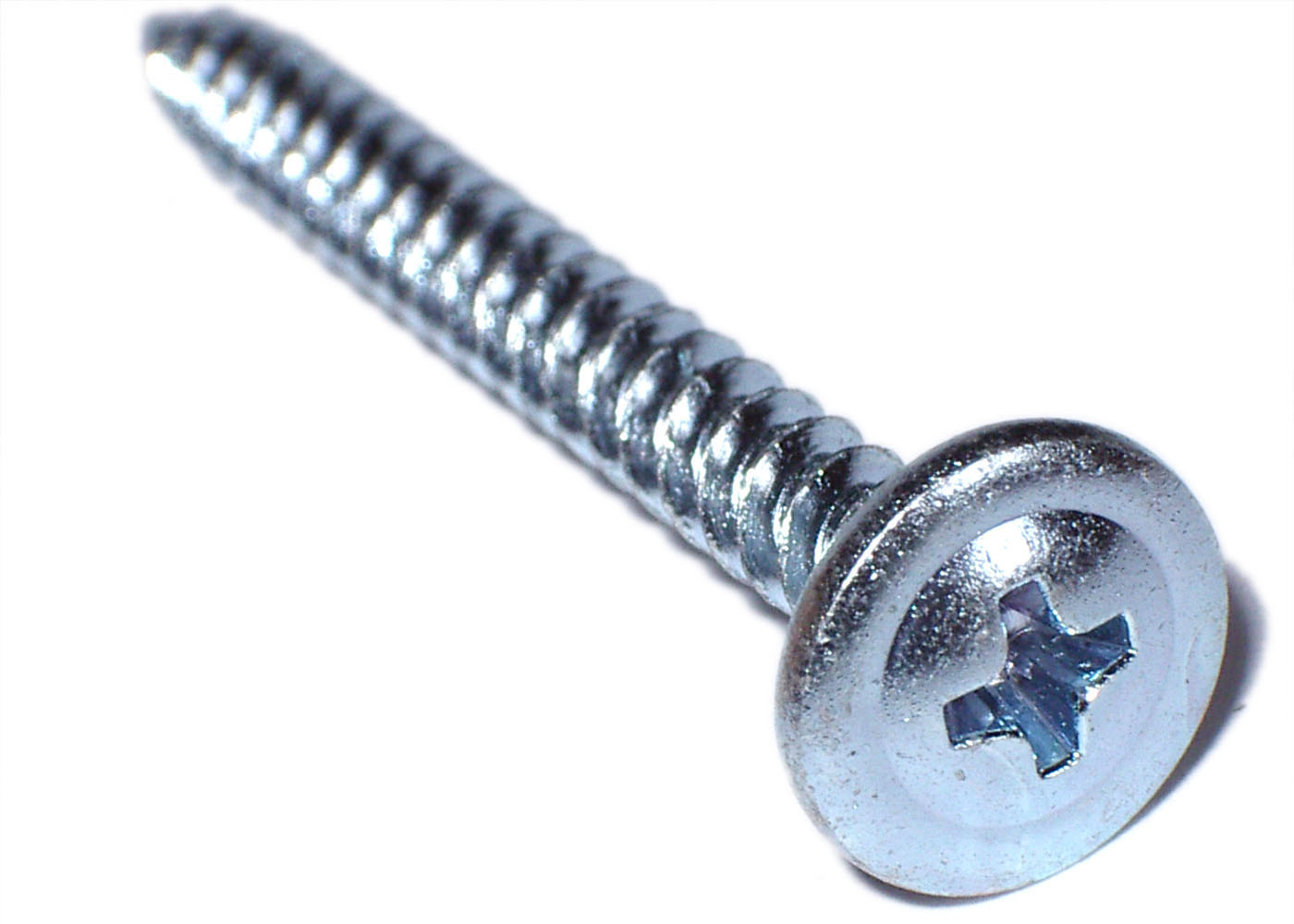
Phillips skruv

En gängpressande skruv är en skruv med egenskapen att penetrera vid rotation genom att skapa sin egen gänga i underlaget, vilket är typisk för t.ex. träskruv.